# Marvel Animation
Marvel Animation, Inc. é uma produtora de animação americana. A subsidiária da Marvel Studios foi constituída em 25 de janeiro de 2008 para direcionar os esforços da Marvel nos mercados de animação e entretenimento doméstico. A Marvel Animation incorporada incluiu os esforços contínuos de animação da Marvel Studios com a Lionsgate e a Nickelodeon. A Marvel Animation opera sob a Marvel Studios, uma subsidiária da Walt Disney Studios, uma divisão da The Walt Disney Company.

## História

### Animações
Em 2004, a Marvel Entertainment, a nova empresa-mãe da Marvel Comics, fechou um acordo com a Lions Gate Entertainment para produzir uma série de oito filmes de animação direto para vídeo sob o nome de Marvel Animated Features em conjunto com Marvel Studios, subsidiária de cinema direta da Marvel. Eric Rollman foi contratado pela Marvel como vice-presidente executivo, de entretenimento doméstico e produção de TV da Marvel Studios para supervisionar o negócio com a Lionsgate.

### Incorporada
A Marvel Animation foi incorporada em janeiro de 2008 para direcionar os esforços da Marvel nos mercados de animação e entretenimento doméstico, incluindo os esforços de animação com a Lionsgate e Nickelodeon. A Marvel Entertainment nomeou Eric Rollman como presidente da empresa em abril de 2008, se reportando a Simon Philips, presidente da Marvel Entertainment International.
No início de 2009, um acordo de distribuição para The Super Hero Squad Show foi assinado com a Shout! Factory. Em abril de 2009, a série Marvel Knights Animation foi anunciada para estar em desenvolvimento com a Shout! Factory desenvolvendo uma série de DVD de animação em quadrinhos híbrida, convertendo o material existente. Em 31 de dezembro de 2009, a The Walt Disney Company comprou a Marvel Animation com a controladora Marvel Studios como parte do grupo Marvel Entertainment por US$ 4 bilhões. Tanto a Marvel quanto a Disney afirmaram que a fusão não afetará quaisquer acordos preexistentes com a Lionsgate ou outras produtoras por enquanto, embora a Disney tenha dito que considerará a distribuição de futuros projetos da Marvel Animation com seus próprios estúdios assim que os acordos atuais expirarem.
Com a criação da divisão da Marvel Television em junho de 2010 dentro da Marvel Studios, a Marvel Animation irá operar sob a direção da Marvel TV. Em julho de 2010, a Marvel firmou parceria com a Superhero Anime Partners com a Madhouse e Sony Pictures Entertainment Japan para desenvolver e produzir o projeto Marvel Anime que pegou personagens famosos da Marvel e os reintroduziu para o público japonês em quatro séries de televisão de 12 episódios que foram ao ar no Animax no Japão e G4 nos Estados Unidos.
Em 2012, a Marvel estabeleceu seu Marvel Animation Studios com base em Glendale, Califórnia, sob o comando do vice-presidente sênior Eric Radomski. Em 1º de abril, o Disney XD lançou um bloco chamado Marvel Universe, com a estreia de Ultimate Spider-Man, seguido pelo retorno de The Avengers: Earth's Mightiest Heroes. O bloco é resultado da aquisição da Marvel pela Disney em 2009. Em junho, a Walt Disney Animation Studios anunciou que estava em desenvolvimento com a Marvel para fazer um filme de Big Hero 6.
Na San Diego Comic-Con em julho, a Marvel Television anunciou uma segunda "temporada" da Marvel Knights Animation com a Shout! Factory e os títulos envolvidos. Seguindo as primeiras produções de anime na Superhero Anime Partners, a Marvel fez uma nova parceria com a Madhouse e a Sony Pictures Entertainment Japan como SH DTV Partners para um filme de anime direto para vídeo, Iron Man: Rise of Technovore. Também em outubro, a Marvel Animation Studios anunciou sua primeira produção em DTV, um filme direto para vídeo, Iron Man & Hulk: Heroes United, a ser lançado em 2013.
A Marvel anunciou em maio de 2013, que os novos programas, Avengers Assemble e Hulk and the Agents of S.M.A.S.H., seriam exibidos no Disney XD como parte do bloco Marvel Universe e seriam parte do mesmo universo ficcional. Em outubro, a Marvel anunciou que a Disney Japão estava produzindo um novo programa de anime para televisão com a Toei Animation, chamado Marvel Disk Wars: The Avengers, a ser transmitido em 2 de abril de 2014 na TV Tokyo e outras estações TXN.
A série animada Guardians of the Galaxy foi anunciada oficialmente em outubro de 2014, com produção marcada para começar para um lançamento de 2015 no Disney XD. Em agosto de 2015, a Marvel Studios foi integrada a Walt Disney Studios, enquanto a Marvel Television e Animation foi deixada sob o controle da Marvel Entertainment e Perlmutter. A Marvel anunciou uma nova série de anime intitulada, Marvel Future Avengers, que deve ser transmitida em meados de 2017 no canal via satélite da Disney, Dlife.
A Marvel Entertainment anunciou uma nova franquia pré-escolar, Marvel Super Hero Adventures, em setembro de 2017, consistindo em uma série animada de 10 episódios curtos, juntamente com publicidade e mercadorias durante a "Marvel Mania" de outubro. No campo editorial, a Marvel Press lançou os primeiros livros de capítulos para leitores em setembro, e, claro, da Marvel Comics, uma minissérie de cinco edições em abril de 2018. Super Hero Adventures tem o Homem-Aranha se unindo a outro herói da Marvel. Os episódios animados com duração de 3 minutos e meio foram ao ar no bloco Disney Junior do Disney Channel, seguido pelo canal Disney Junior, então o canal Marvel HQ no YouTube e o app DisneyNOW.
Em 7 de dezembro de 2017, a Marvel anunciou sua franquia Marvel Rising com foco em novos personagens como jovens começando com animação em 2018 com Ghost-Spider, uma rebatizada Spider-Gwen, curtas e um filme de animação, Marvel Rising: Secret Warriors.
A primeira série completa da Marvel Animation para a Disney Junior, Marvel's Spidey e His Amazing Friends foi anunciada na D23 Expo. Esta série principal é estrelada por Homem-Aranha, Ghost-Spider e Miles Morales, outro Homem-Aranha, e está programada para estrear no verão de 2021.
Em outubro de 2019, o presidente da Marvel Studios, Kevin Feige, recebeu o título de Diretor de Criação da Marvel, e supervisionará a direção criativa da Marvel Television e da Marvel Family Entertainment (animação), ambas voltando a estar sob a bandeira da Marvel Studios. Com o anúncio de dezembro de 2019 do fechamento de sua unidade controladora, a Marvel Television, também veio a notícia de que executivos de TV e animação em nível de vice-presidente e acima seriam dispensados. Este anúncio incluiu Cort Lane, vice-presidente sênior da Marvel Animation & Family Entertainment. Ele partiria em janeiro de 2020 e seria substituído.
Em 2021, Victoria Alonso, vice-presidente executiva da Marvel Studios, observou que o estúdio estava criando seu próprio departamento de animação para desenvolver produções animadas ambientadas no Universo Cinematográfico Marvel (MCU) após What If...?. Se isso terá algum impacto na Marvel Animation ou não, ainda não se sabe.

## Unidades

### Atuais
- Marvel Animation Studios (2012–2020)[4]

### Antigas
- MLG Productions 1, Inc. -  MLG Productions 8, Inc. (2006–2011) joint venture da Marvel Animated Features com a Lionsgate

Todos os filmes da Marvel Animated Features que foram lançados ou anunciados foram produzidos pela MLG Productions, grupo subsidiário da Marvel & Lionsgate, e foram lançados diretamente para vídeo pela Lionsgate. O contrato que a Marvel tinha com a Lionsgate era para oito filmes, todos os quais foram lançados em 2011.
- Parcerias da SH Anime/DTV com Sony Pictures Entertainment Japan e Madhouse:
  - Superhero Anime Partners (2010–2011): a série Marvel Anime[16]
  - SH DTV Partners (2012–2013): Iron Man: Rise of Technovore[23]
  - SH DTV AC BW&P Partners (2013–2014): Avengers Confidential: Black Widow & Punisher[42]